# سانت‌الیا فیومراپیدو
سانت‌الیا فیومراپیدو (به ایتالیایی: Sant'Elia Fiumerapido) یک کومونه در ایتالیا است که در استان فروزینونه واقع شده‌است. سانت‌الیا فیومراپیدو ۴۱ کیلومتر مربع مساحت و ۶٬۲۸۳ نفر جمعیت دارد و ۱۲۰ متر بالاتر از سطح دریا واقع شده‌است.

## خواهرخوانده
شهرهای سنتا مونیکا، کالیفرنیا و گروتافراتا خواهرخوانده‌های سانت‌الیا فیومراپیدو هستند.